# Rabigh
Rabigh (en árabe: رَابِغ‎) es una ciudad y gobernación de la Provincia de La Meca del Reino de Arabia Saudita, situada en la costa del mar Rojo, a unos 208 km (129 mi) al noroeste de La Meca en la histórica región de Hijazi. La ciudad tenía una población estimada de 180.352 habitantes en 2014 y está situada a una altitud de 13 m (43 pies) sobre el nivel del mar, cerca de la frontera con la Provincia de Medina. La ciudad se remonta a la era anterior a la llegada del Islam en el siglo VII d. C., y hasta el siglo XVII, se conocía como Al-Juhfah o Al-Johfah (árabe: ٱلْجُحْفَة, romanizado: Al-Juḥfah).
Debido a su ubicación estratégica en el Mar Rojo, Rabigh ha sido sede de varios proyectos de alto perfil, como la Universidad de Ciencia y Tecnología Rey Abdullah, Petro Rabigh y la Ciudad Económica Rey Abdalá. La Gobernación de Rabigh está dividida en cinco marākiz (مَرَاكِز, centros): Rabigh, Nuweiba, Abwa', Mastoura y al-Qadimah. Está gobernada por el gobernador Khalid al-Ghanmi.

## Historia
La importancia histórica de la ciudad se debe al hecho de que era una parada para los peregrinos del Hajj y la Umrah que venían de Egipto y el Levante, como lo definió el profeta islámico Mahoma. La ciudad también estaba ubicada a lo largo de las rutas de caravanas preislámicas entre Yemen y el Levante. Como ciudad costera, la pesca era la principal fuente de ingresos para la gente de Rabigh, hasta el descubrimiento del petróleo.
Se sabe que Rabigh existía antes de la llegada del Islam. Incluso hasta el siglo XVII, la zona dentro y alrededor de la ciudad era conocida por su antiguo nombre, al-Juhfah, también escrito al-Johfah. Durante la época de Mahoma, Rabigh era un lugar frecuente de incursiones de los musulmanes en las caravanas de La Meca que pasaban por la región. Se ha registrado en Sahih Bukhari que Mahoma definió Al-Juhfah como el miqat para los peregrinos que llegaban para el Hajj y la Umrah desde Egipto y el Levante.